# Pashokia yamadai
Pashokia yamadai is een hooiwagen uit de familie Assamiidae.